# Biserica de lemn din Sohodol, Gorj

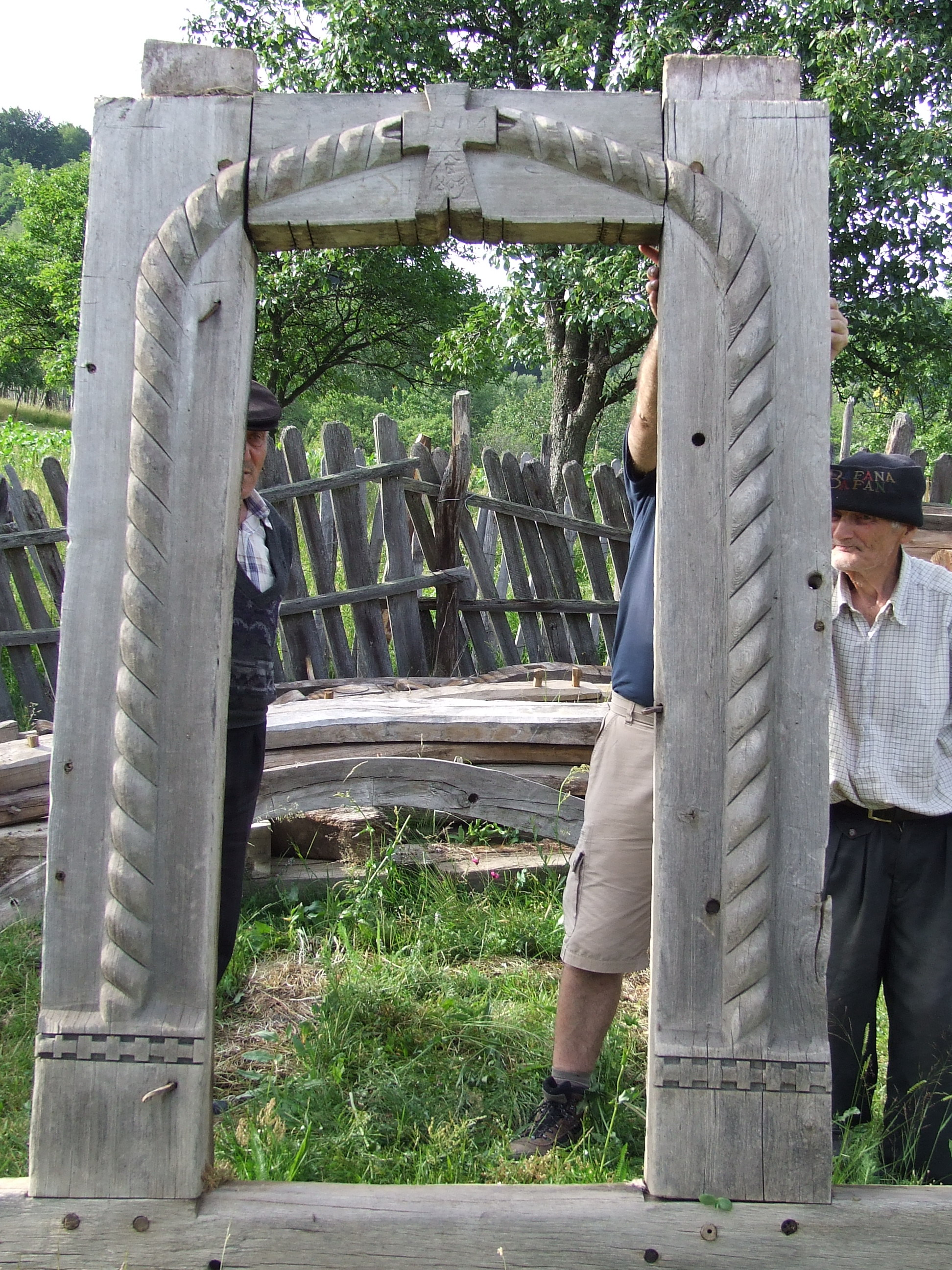
Portalul bisericii de lemn din Baia de Fier - la aproximativ o lună de la demolarea bisericii. Foto: 2009

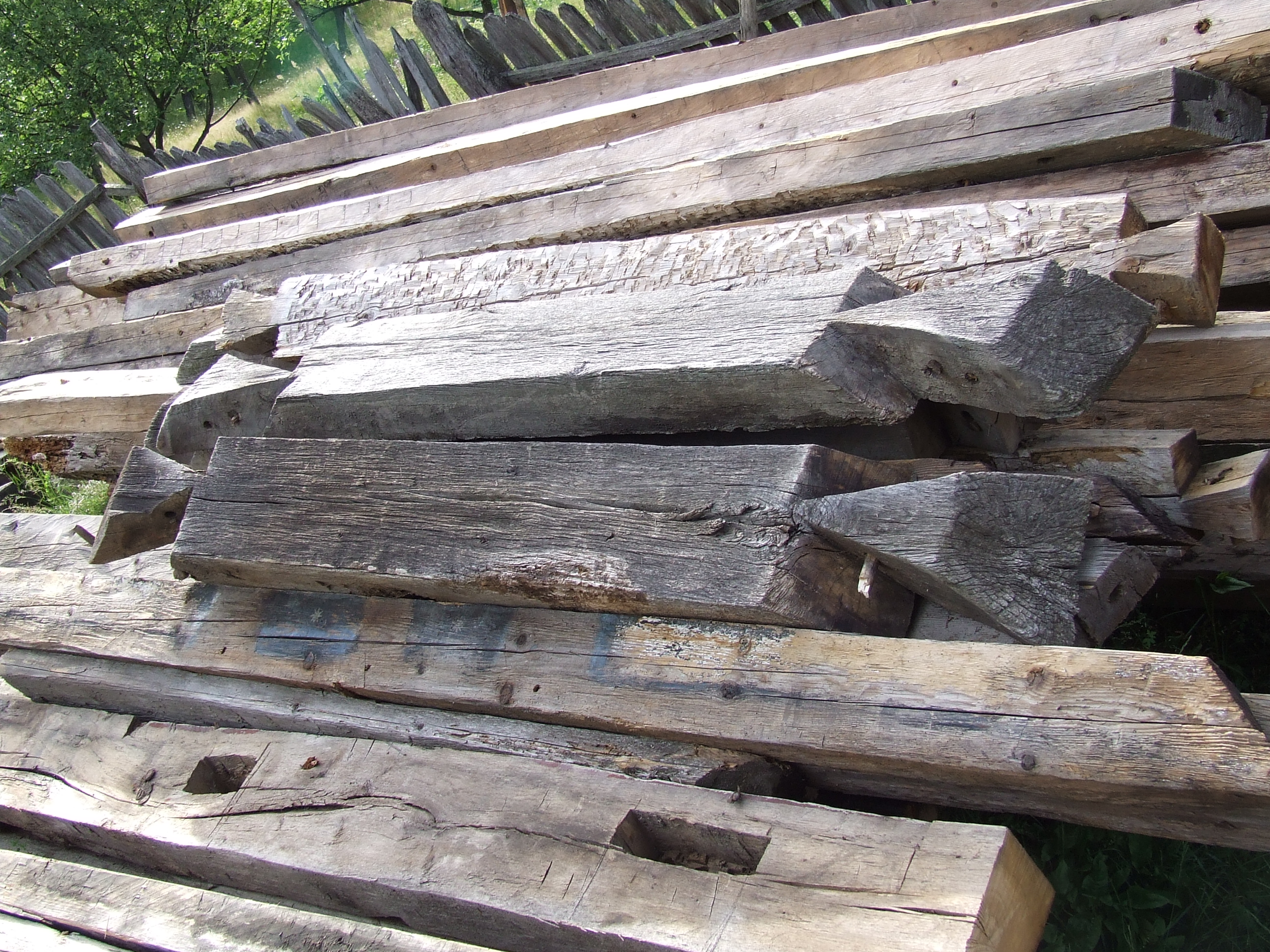
Elemente din biserica de lemn din Baia de Fier - Sohodol pentru reconstrucţia ulterioară. Foto: 2009

Biserica de lemn din Sohodol, sat aflat acum în componența localității  Baia de Fier, județul Gorj, a fost construită în jurul anului 1809, cu hramul Sfinții Arhangheli Mihail și Gavril.
Deși era înscrisă în Lista monumentelor istorice 2004, din Județul Gorj, cu codul LMI  GJ-II-m-B-09382, biserica a fost demontată în anul 2009.